# スリーピング・ウィズ・ゴースツ
『スリーピング・ウィズ・ゴースツ』（Sleeping with Ghosts）は、イギリスのオルタナティヴ・ロック・バンド、プラシーボが2003年3月に発表した4作目のスタジオ・アルバム。同年9月には、イギリスやヨーロッパ等でCD2枚組のスペシャル・エディション盤もリリースされた。

## 背景
プロデュース及びミキシングは、スニーカー・ピンプスやザ・ミュージック等の作品を手掛けたジム・アビスによる。ブライアン・モルコは本作の歌詞について「未来になって、過去の人間関係の亡霊を思い起こすのはよくあることさ。だから僕は、このアルバムをちょっとした人間関係にまつわる短編集にしようと思った。殆どは僕自身の話さ」と説明している。
通常盤のリリースから半年後の2003年9月22日には、カヴァー10曲を収録したボーナス・ディスクの付いたスペシャル・エディション盤もリリースされており、このボーナス・ディスクは2010年に単体のアルバム『Covers』として再発された。

## 反響
全英アルバムチャートでは、通常盤が10週チャート圏内に入り、最高11位に達した。また、本作のデラックス・エディション盤は、2003年10月4日付の全英アルバムチャートで50位を記録している。フランスでは2003年3月29日付のアルバム・チャートで初登場2位となり、その後も売り上げを伸ばして、リリースから1年4カ月後の2004年7月25日に1位を獲得した。アメリカでは総合チャートのBillboard 200には入らなかったが、『ビルボード』のトップ・ヒートシーカーズでは18位に達した。

## 評価
マッケンジー・ウィルソンはオールミュージックにおいて5点満点中3点を付け「詩的にも音楽的にも冒険に乗り出していないが、悪いアルバムということではない。プラシーボのメンバーも30代に入り、以前のアルバムのように唾を吐きかけたり顔をしかめたりする域から脱しており、新しいファンは良いレコードだと分かることだろう。ただし、古くからのファンは、バンドが成長に伴い弱々しくなったと思うかもしれない」と評している。一方、アダム・スウィーティングは「ガーディアン」紙のレビューで5点満点中2点を付け「ハードロックのビート、猫の首を絞めるようなギター、それに酩酊するようなエレクトロニカを組み合わせることは、机上の計画としては疑いなく良さそうに見えるが、結果的には不可解なほど冷たく、余計な仕掛けをしたことで、逆に時代遅れなサウンドとなった」と評している。

## 収録曲
特記なき楽曲はプラシーボ作。
1. バレットプルーフ・キューピッド "Bulletproof Cupid" – 2:22
2. イングリッシュ・サマー・レイン "English Summer Rain" – 4:01
3. ディス・ピクチャー "This Picture" – 3:34
4. スリーピング・ウィズ・ゴースツ "Sleeping with Ghosts" – 4:38
5. ザ・ビター・エンド "The Bitter End" – 3:10
6. サムシング・ロットゥン "Something Rotten" – 5:28
7. プラスティシーン "Plasticine" – 3:26
8. スペシャル・ニーズ "Special Needs" – 5:15
9. アイル・ビー・ユアーズ "I'll Be Yours" – 3:32
10. セカンド・サイト "Second Sight" – 2:49
11. プロテクト・ミー・フロム・ホワット・アイ・ウォント "Protect Me from What I Want" – 3:15
12. センターフォールズ "Centrefolds" – 5:04

### 日本盤ボーナス・トラック
1. エヴァリア "Evalia" – 4:20
2. ドリンク・ユー・プリティ "Drink You Pretty" – 3:55

### スペシャル・エディション盤ボーナス・ディスク
1. "Running Up That Hill" (Kate Bush) – 4:57
  - ケイト・ブッシュのアルバム『愛のかたち』（1985年）収録曲のカヴァー。
2. "Where Is My Mind" (Black Francis) – 3:45
  - ピクシーズのアルバム『サーファー・ローザ』（1988年）収録曲のカヴァー。
3. "Bigmouth Strikes Again" (Morrissey, Johnny Marr) – 3:55
  - ザ・スミスのアルバム『ザ・クイーン・イズ・デッド』（1986年）収録曲のカヴァー。
4. "Johnny and Mary" (Robert Palmer) – 3:26
  - ロバート・パーマーのアルバム『クルーズ』（1980年）収録曲のカヴァー。
5. "20th Century Boy" (Marc Bolan) – 3:41
  - T・レックスが1973年に発表したシングル曲のカヴァー。
6. "The Ballad of Melody Nelson" (Serge Gainsbourg, Jean-Claude Michel Vannier) – 3:58
  - セルジュ・ゲンスブールのアルバム『メロディ・ネルソンの物語』（1971年）収録曲のカヴァー。
7. "Holocaust" (Alex Chilton) – 4:28
  - ビッグ・スターのアルバム『サード (シスター・ラヴァーズ)』（1975年）収録曲のカヴァー。
8. "I Feel You" (Martin Gore) – 6:26
  - デペッシュ・モードのアルバム『ソングス・オブ・フェイス・アンド・デヴォーション』（1993年）収録曲のカヴァー。
9. "Daddy Cool" (Frank Farian, George Reyam) – 3:22
  - ボニーMのアルバム『Take the Heat off Me』（1976年）収録曲のカヴァー。
10. "Jackie" (Sinéad O'Connor) – 2:48
  - シネイド・オコナーのアルバム『ザ・ライオン・アンド・ザ・コブラ』（1987年）収録曲のカヴァー。

## 参加ミュージシャン
- ブライアン・モルコ - ボーカル、ギター、キーボード、サックス
- ステファン・オルスダル - ベース、ギター、キーボード、バッキング・ボーカル
- スティーヴ・ヒューイット - ドラムス、パーカッション、バッキング・ボーカル

アディショナル・ミュージシャン
- サイモン・ブリード - ハーモニカ(on #11)